# Отама
Отама (яп. 大玉村 О:тама-мура) — село в Японии, находящееся в уезде Адати префектуры Фукусима. Площадь села составляет 79,46 км², население — 8419 человек (1 августа 2014), плотность населения — 105,95 чел./км².

## Географическое положение
Село расположено на острове Хонсю в префектуре Фукусима региона Тохоку. С ним граничат города Корияма, Нихоммацу, Мотомия.

## Население
Население села составляет 8419 человек (1 августа 2014), а плотность — 105,95 чел./км². Изменение численности населения с 1980 по 2005 годы:
| 1980 | 7837 чел. |  |
| 1985 | 7979 чел. |  |
| 1990 | 8163 чел. |  |
| 1995 | 8339 чел. |  |
| 2000 | 8407 чел. |  |
| 2005 | 8464 чел. |  |

## Символика
Деревом села считается сосна, цветком — цветок сакуры, птицей — Phasianus versicolor.